# 埃爾西諾 (阿拉巴馬州)
埃爾西諾（英語：Elsanor）是一個位於美國阿拉巴馬州鮑德溫縣的非建制地區。該地的面積和人口皆未知。

## 地理
埃爾西諾的座標為30°32′43″N 87°35′01″W / 30.545278°N 87.583611°W，而該地最高點為海拔高度42米（即138英尺）。